# Isômes
Isômes település Franciaországban, Haute-Marne megyében. Lakosainak száma 147 fő (2022. január 1.). Isômes Choilley-Dardenay, Cusey, Occey és Le Montsaugeonnais községekkel határos.

## Népesség
A település népességének változása:
| Lakosok száma | 156  | 148  | 125  | 131  | 163  | 156  | 150  | 147  | 147  | 147  |
|               | 1968 | 1982 | 1990 | 2006 | 2013 | 2015 | 2017 | 2019 | 2020 | 2022 |